# القانون اللغوي في سلوفاكيا
يخضع القانون اللغوي السلوفاكي لقانونين: 
- أولا قانون اللغة الرسمية للجمهورية السلوفاكية [2] (القانون رقم 270/1995 [3] )، والمعروف أيضًا باسم "قانون اللغة الرسمية". [3] [4] يُحدد هذا القانون وضع اللغة السلوفاكية وينظم استخدامها. دخل هذا القانون حيز التنفيذ في تاريخ 1 يناير 1996 (باستثناء المادة 10 التي دخلت حيز التنفيذ في العام التالي أي في تاريخ 1 يناير 1997)، وخضع لعدة تعديلات، منها القانون رقم 204/2011. [5]
- ثانيا قانون استخدام لغات الأقليات القومية [6] (القانون رقم 184/1999 [7] )، والمعروف أيضًا باسم "قانون لغة الأقليات". [5] ينص هذا القانون على أن البلديات التي يتحدث سكانها بنسبة لا تقل عن 15% نفس اللغة المتحدثة من قبل الأقلية في احصائيتين لغويتين لعامين متتاليين، لها الحق في استخدام لغتها في المراسلات الرسمية مع السلطات المحلية. في هذه الحالة يتعين على السلطات المحلية الرد بتلك اللغة التي تستخدما الأقلية. [1]

## الصياغة الرسمية في الدستور السلوفاكي

### المادة 6 من دستور سلوفاكيا
1. اللغة الرسمية في أراضي الجمهورية السلوفاكية هي اللغة السلوفاكية.
2. استخدام اللغات الأخرى غير اللغة الرسمية في التواصل الرسمي يحدد بموجب القانون.